# Slonssmurf
Slonssmurf is een personage uit de televisiereeks De Smurfen uit de jaren 1980.

## Kenmerken
Slonssmurf heeft een slordig voorkomen: een slordige broek met gaten (waar bijvoorbeeld zijn tenen door steken) en een aaneengenaaide muts die veel te groot is, met als gevolg dat meer dan de helft van zijn hoofd wordt bedekt. Ook vliegt er altijd een vlieg rond zijn hoofd, met de naam Vlieg.

### Vlieg
In de serie uit de jaren 1980 is er een vlieg aanwezig, die simpelweg Vlieg wordt genoemd. Slonssmurf en Vlieg hebben een eigenaar-huisdierrelatie. Vlieg is altijd wel in de buurt van zijn 'meester' en Slonssmurf verwent Vlieg met een snoepje (zoals rottend fruit) zo nu en dan.
Slonssmurf geeft ook echt om Vlieg. Hij was duidelijk gelukkig toen Vlieg aan het einde van de aflevering De Kaplowie Spreuk weer verscheen.
Dit maakt Slonssmurf in deze continuïteit tevens een van de weinige Smurfen met een (eigen) huisdier.

## Hobby's
Naast de hobby's van iedere smurf, verzamelt Slonssmurf ook afval. Het afval komt soms in zijn huis terecht en wordt als voedsel aan zijn vlieg geschonken of wordt cadeau gedaan aan een andere Smurf. Deze zal dit geschenk met een geforceerd lachje aanvaarden om Slonssmurfs gevoelens niet te kwetsen.

## Verschijning
In tekenfilmreeks dook hij in seizoen 2 geregeld op, zoals in de afleveringen De Kaplowie Spreuk, Verkleumd en versmurft en Wie verspilt, versmurft. Slonssmurf speelt ook mee in de volgende twee afleveringen van seizoen 3: Smul lust er wel pap van en Baby's eerste kerstfeest.
Zijn Nederlandse stem in de serie werd gedaan door Frans van Dusschoten en zijn Engelse door Marshall Efron.
Deze versie van Slonssmurf werd toegevoegd aan het spel Smurfs' Village in 2015 voor het Halloween-evenement. Hij heeft zijn te grote muts aan, zijn kledij is hersteld met lapjes stof in niet-witte kleuren en zijn tenen steken uit een gat in zijn broek. Ook hier streelt hij een vlieg.

## Slonssmurf in andere talen
- Frans: Le Schtroumpf Sale[2]
- Engels: Sloppy Smurf

## Gelijkaardige Smurfen
Peyo tekende een poster met 100 Smurfen. Deze poster werd gepubliceerd in het volgnummer 1354 van het stripweekblad Spirou op 26 maart 1964. De 83ste smurf op deze poster was volgens de legende Sale Schtroumpf.
In de stripreeks komen Groezelsmurf, Slompsmurf en Afvalsmurf voor. Hij is te herkennen aan getekende geurlijntjes wanneer zijn jaarlijkse wasbeurt niet recent was.
Verder was een Smurf met de naam Slonssmurf het hoofdpersonage in het stripverhaal De Smurf die zijn afval overal achterlaat uit 2024, in een nevenreeks voor eerste lezers. Deze Smurf is echter duidelijk een andere Smurf in vergelijking met de Slonssmurf uit de animatieserie gemaakt in de jaren 80 waarin Slonssmurf juist afval ophaalt en verzamelt. Ook in de Franstalige versie deelt deze Smurf de Franse versie van de naam Slonssmurf (le Schtroumpf Sale).
Een Smurf met de naam Slordige Smurf in de Vlaamse en Nederlandse versie komt voor in de animatieserie gemaakt vanaf 2021. Hij heeft er geen specifiek uiterlijk kenmerk. Wanneer zijn jaarlijkse bad een tijd geleden is kunnen er vuiligheid aan zijn huid en/of kledij zichtbaar zijn. Hij maakt zijn debuut in het eerste seizoen in de aflevering "DRIIINNGGGGG!". In het tweede seizoen komt hij in verschillende afleveringen voor. Hij heeft zijn eerste sprekende rol in de aflevering "Geen greintje fatsmurf!". Slordige Smurf deelt in de Engelse (Sloppy Smurf) en in de Franse (le Schtroumpf Sale) versie van de serie wel dezelfde naam als Slonssmurf.